# Kejsarsnitt
Kejsarsnitt, även snitt, är en förlossningsmetod som används då vaginal förlossning av någon anledning inte är möjlig, har förhöjda risker, eller ej är önskad av kvinnan.
Kejsarsnitt utförs via ett snitt genom bukväggen. Snittet kan vara av typen bikinisnitt eller medellinjesnitt. Bikinisnitt innebär att snittet läggs på tvären nedanför naveln, medellinjesnitt innebär att snittet läggs på längden, från blygdbenet upp till navelhöjd. Sedan öppnas livmodern och läkaren lyfter ut barnet. Ett kejsarsnitt går snabbt, från det att bedövningen börjat verka till dess att barnet är ute går det bara några få minuter.

## Förekomst
Andelen kejsarsnitt brukar ses som en kvalitetsindikator på förlossningsvården, eftersom kunskap och stöd minskar andelen vaginala förlossningar som leder till sådana komplikationer att de måste avslutas med akut eller urakut kejsarsnitt. Samtidigt är en viss nivå att räkna med eftersom alla komplikationer inte ligger inom sjukvårdens kontroll och därför kan även ett underanvändande av kejsarsnitt tyda på suboptimal förlossningsvård.
En referenspunkt vid diskussioner om vad som är hög och låg kejsarsnittsfrekvens är WHO:s tidigare rekommendation från 1985 på 10–15 procent, som numer är omdiskuterad. WHO drog själv tillbaka rekommendation 2010 med uttalandet "Det finns inget empiriskt stöd för en optimal andel kejsarsnitt. Det som spelar roll är att alla kvinnor som behöver kejsarsnitt får det."
I Sverige sker knappt 18 procent av alla förlossningar med kejsarsnitt (siffra från 2022), men kejsarsnittsfrekvensen skiljer sig stort mellan landets 22 regioner. År 2020 varierade den mellan ca 12 procent och ca 21 procent.
Enligt en studie från WHO som bygger på nationella data från 1990-2018, ökade andelen kejsarsnitt globalt från 7% år 1990 till 21% år 2021. WHO uppskattar att närmare en tredjedel (29%) av alla förlossningar sannolikt sker med kejsarsnitt år 2030 om trenden fortsätter.
Andel kejsarsnitt enligt Förenta Nationernas geografiska indelning 2018, med nationella data från 2010 eller senare.
| Region/subregion                       | Andel kejsarsnitt (%) |
| -------------------------------------- | --------------------- |
| Afrika                                 | 9,2                   |
| Norra Afrika                           | 32,0                  |
| Subsahariska Afrika                    | 5,0                   |
| Asien                                  | 23,1                  |
| Centralasien                           | 12,5                  |
| Östasien                               | 33,7                  |
| Sydostasien                            | 15,9                  |
| Sydasien                               | 19,0                  |
| Västasien                              | 31,7                  |
| Europa                                 | 25,7                  |
| Östeuropa                              | 25,0                  |
| Nordeuropa                             | 25,3                  |
| Sydeuropa                              | 30,1                  |
| Västeuropa                             | 24,2                  |
| Amerika                                | 39,3                  |
| Latinamerika och Karibien              | 42,8                  |
| Nordamerika                            | 31,6                  |
| Oceanien                               | 21,4                  |
| Australien och Nya Zeeland             | 33,5                  |
| Melanesien, Mikronesien och Polynesien | 3,6                   |

Man kan se skillnad mellan fattiga och rika delar i Sydamerika, Asien och Afrika. I Brasilien och Argentina är 40–50 procent av förlossningarna kejsarsnitt, men medan det i fattiga delar av Sydamerika ligger det bara på någon enstaka procent. Bland de fattigaste länderna i Afrika är kejsarsnittsfrekvensen lägre än en procent bland de fattiga kvinnorna, med hög mödradödlighet som följd.

## Olika typer av kejsarsnitt
Det finns tre typer av kejsarsnitt (så som de definieras inom svensk vård):
- Planerat kejsarsnitt, där operationen görs på ett bestämt datum
- Akut kejsarsnitt, kan göras om det uppstår besvärliga komplikationer för mor eller barn under graviditeten eller förlossningen. Det kan också vara ett planerat kejsarsnitt som måste läggas tidigare på grund av att förlossningen startat före utsatt datum för kejsarsnitt. Vid akutsnitt gäller vanligtvis att barnet skall vara ute inom ett par timmar.
- Omedelbart kejsarsnitt (kallas även urakut snitt), är en variant av akutsnitt som görs då det uppstår urakut fara för mamma eller barn och det handlar om liv eller död. Vid omedelbart kejsarsnitt skall barnet vara ute inom ett fåtal minuter (inom 15 minuter från läkarbeslutet[8]).

## Sjukvårdspersonal
Vilken personal som medverkar i ett kejsarsnitt varierar runt om i världen. 
I länder med områden med låg läkartäthet, exempelvis Moçambique,  har erfarna sjuksköterskor utbildats för att genomföra kejsarsnitt med fina resultat.
I länder med högt utvecklad sjukvård, exempelvis Sverige, medverkar ett team av sjukvårdspersonal med olika specialiteter. Det består vanligtvis av följande roller:
- En eller två läkare specialiserade inom obstetrik eller kirurgi ansvarar för operationen och genomför kirurgin. Kallas operatörer.
- Operationssköterska och undersköterska assisterar operatörerna.
- En förlossningsbarnmorska tar hand om barnet när det är fött.
- En narkosläkare ansvarar för smärtlindring under operationen.
- En narkossjuksköterska sätter kanyl och övervakar blodtryck under operationen och ger eventuellt blodtrycksförhöjande medel.

## Smärtlindring
Kejsarsnitt görs vanligen med spinalbedövning, men ibland också med epiduralbedövning eller under narkos. 

### Epiduralbedövning
Epiduralbedövning kan användas vid vissa akuta snitt, där kvinnan påbörjat en vaginal förlossning med epiduralbedövning. Då kan denna fyllas på för att bli tillräckligt stark för att passa vid ett kejsarsnitt.

### Spinalbedövning
Spinalbedövning är standardsättet att bedöva kvinnor som ska förlösas med kejsarsnitt. Den består av två delar, en bedövning som räcker två-fyra timmar och en smärtlindring som räcker första dygnet så att kvinnan enbart behöver få paracetamol som komplement. En tilläggsspruta med morfin efter fyra timmar ges endast vid behov första dygnet.

### Narkos
Narkos, sövning, undviks på grund av ökade risker för kvinnan och barnet. Kvinnan blir också separerad från barnet i flera timmar på uppvaket, något man vill undvika. I vissa fall kan sövning ändå vara det bästa alternativet, till exempel vid:
- Omedelbart kejsarsnitt. Sövning har fördelen att det endast tar 10 sekunder.
- Vissa ryggskador. Vid ryggskador kan spinalbedövning ofta användas, men ibland kan skadan vara av sådan art att det inte är möjligt och då kan narkos vara lämpligt.
- Undermålig spinalbedövning. Om det tar lång tid med ihopsyningen kan man passera den tid då bedövningen är pålitlig. Eftersom man inte kan fylla på spinalbedövning måste sövning då ske. Ett annat fall är när bedövningen av någon anledning inte tar, eller tar dåligt. Anestesiläkaren som har ansvar för att adekvat smärtlindring ges, är hela tiden närvarande och beredd att söva i sådana lägen.
- Tidigare trauman. I vissa fall kan kvinnans önskan om narkos vara så stark att det övervägs även utan andra skäl.

## Historia
Kejsarsnittens syfte och roll har växlat genom historien. Fokus har växlat mellan kvinnan och barnet och synen har skiftat när det gäller grad av medikalisering, det vill säga i vilken grad förlossning ska behandlas som en medicinsk angelägenhet som kontrolleras eller vara något som fortlöper i sin spontana process. 
Till en början användes kejsarsnitt utan ambition att rädda vare sig kvinnan eller barnets liv. Av religiösa skäl separerades barnet från den döda kvinnan före begravning, så att de kunde få separata gravar. I det romerska riket fanns det en lag (Lex Caesarea) som sade att ingen avliden havande kvinna fick begravas förrän fostret tagits ur hennes buk. Senare fick operationen namnet sectio cesarea ("kejsarsnitt") efter en legend. En hypotes är att namnets uppkomst är ett uttryck av Plinius, som skrev att den förste av familjen Caesar skulle fått sitt namn a caeso matris utero (utskuren ur moderlivet), vilket gett upphov till sägnen om att Julius Caesar varit född genom kejsarsnitt, och att namnet härstammar från honom. Andra hypoteser är att ordet kommer från det latinska verbet caedare, som betyder att skära.
På levande kan den första operationen ha verkställts av Jeremias Trautmann år 1610. Det finns omskrivna fall från 1500-talet, till exempel slaktaren Jacob Nufers operation på sin egen hustru, men de var troligen inte fullständiga kejsarsnitt utan endast "laparotomier", snitt genom bukväggen vid utomkvedshavandeskap (extrauterint havandeskap). Inte förrän i slutet av 1700-talet fick kejsarsnittet, bland annat genom André Levrets bemödanden, fullt anseende bland vetenskapsmännen, och gränserna för dess användbarhet fastställdes trots de häftiga angrepp mot operationen, vilka en kortare tid gjordes av anhängarna till den vid sagda tidpunkt uppdykande symfyseotomin. Fellcin skildrar 1878 hur han bevittnade ett kejsarsnitt hos invånarna i Uganda. Han berättade att den utfördes på levande med gott resultat.
Kejsarsnittet förblev emellertid ända till slutet av 1800-talet en ytterst riskabel och fruktad operation. Infektioner och förblödning var de vanligaste dödsorsakerna. År 1878 påvisade den italienska läkaren Eduardo Porro att risken för modern minskades betydligt om man efter insnittet i livmodern amputerade livmodern i livmoderhalsen och därefter sydde in stumpen i bukväggen, och lämnade såret att läkas av sig själv. Porros operation vann en tid stor utbredning till följd av de betydligt minskade dödlighetssiffrorna.
Men redan 1882 började emellertid åter det gamla "konservativa" (ej stympande) kejsarsnittet åter komma på fråga, när Max Sänger visat på vikten av att sy ihop snittöppningen i livmodern omsorgsfullt, vilket man dittills ofta inte hade gjort. Tack vare denna förbättrade teknik samt allt bättre skydd mot bakterier införts, är kejsarsnittet numera en relativt ofarlig operation.

## Planerade kejsarsnitt
Planerade kejsarsnitt utförs idag såväl på kvinnor med medicinska indikationer som bäckenförträngning, sätesbjudning, flerbarnsfödsel eller stark förlossningsrädsla, som på kvinnor som helt enkelt föredrar snitt framför en vaginal förlossning. Det senare faller inom kategorin planerade snitt utan medicinsk indikation och är en laddad fråga i många länder. Stark förlossningsrädsla innebär dock en medicinsk indikation, eftersom detta ökar risken för komplikationer vid förlossningen. 

### Praxis för planerade snitt vid förlossningsrädsla
De flesta länder med välutvecklad sjukvård följer den praxis som säger att kvinnan ska uppmuntras föda vaginalt, men att hon eventuellt får välja snitt om hon framför goda skäl och önskar det även efter att ha blivit informerad om risker och fått erbjudande om stöd för att föda vaginalt. I Sverige har förlossningsrädda kvinnor inte någon rätt att välja kejsarsnitt. I Socialstyrelsens nationella riktlinjer för kejsarsnitt står visserligen att en kvinna som vill ha kejsarsnitt kan få välja det, men bara om hennes skäl "bedöms vara tillräckligt tungt vägande" . Vad som anses vara tillräckligt tungt vägande skäl blir i praktiken föremål för beslutande vårdpersonals godtycke. Möjligheten för förlossningsrädda kvinnor att beviljas kejsarsnitt skiljer sig för övrigt åt beroende på vilket landsting man tillhör och det aktuella sjukhusets policy.